# Vingt-sixième district congressionnel de Californie
Le 26e district du Congrès de Californie est un district de l'État de Californie, actuellement représenté par la Démocrate Julia Brownley.
Le district est situé sur la côte sud et comprend la majeure partie du Comté de Ventura ainsi qu'une petite partie du Comté de Los Angeles. Les villes du district comprennent Camarillo, Oxnard, Santa Paula, Thousand Oaks, Westlake Village, Moorpark et une partie de Simi Valley. En 2022, le district a perdu Ojai et la majeure partie de Ventura et a ajouté Calabasas, Agoura Hills et la moitié nord peu peuplée du Comté de Ventura.
De 2003 à 2013, le district s'étendait sur les contreforts de la Vallée de San Gabriel, de La Cañada Flintridge à Rancho Cucamonga. David Dreier, un Républicain, représentait le district pendant cette période.

## Géographie
| #   | Comté       | Siège       | Population |
| --- | ----------- | ----------- | ---------- |
| 37  | Los Angeles | Los Angeles | 9 663 345  |
| 111 | Ventura     | Ventura     | 829 590    |

### Villes et census-designated places de 10 000 personnes ou plus
- Oxnard - 202 063
- Thousand Oaks - 126 966
- Simi Valley - 126 356
- Ventura - 110 763
- Camarillo - 70 741
- Moorpark - 36 284
- Santa Paula - 30 657
- Calabasas - 23 241
- Port Hueneme - 21 954
- Agoura Hills - 20 299
- Fillmore - 16 419
- Oak Park - 13 898

### Villes et census-designated places de 2500 à 10 000 personnes
- Westlake Village - 8029
- El Rio - 7037
- Casa Conejo - 3267
- Santa Rosa Valley - 2721
- Channel Islands Beach - 2870
- Piru - 2587

## Historique de vote
| Année | Poste      | Résultats                      |
| ----- | ---------- | ------------------------------ |
| 1992  | Président  | Clinton 56, % - 24,3 %%        |
| 1992  | Sénateur   | Boxer 55,4 % - 35,6 %          |
| 1992  | Sénateur   | Feinstein 61,5 % - 30,1 %      |
| 2000  | Président  | Gore 70,3 % - 25,4 %           |
| 2000  | Sénateur   | Feinstein 69,9 % - 21,7 %      |
| 2002  | Gouverneur | Simon 54,3 % - 37,6 %          |
| 2003  | Rappel     | Oui 67,9 % - 32,1 %            |
| 2003  | Rappel     | Schwarzenegger 61,1 % - 20,3 % |
| 2004  | Président  | Bush 55,1 % - 43,7 %           |
| 2004  | Sénateur   | Boxer 48,2 % - 47,3 %          |
| 2006  | Gouverneur | Schwarzenegger 65,1 % - 30,5 % |
| 2006  | Sénateur   | Feinstein 48,0 % - 47,4 %      |
| 2008  | Président  | Obama 51,0 % - 47,0 %          |
| 2010  | Gouverneur | Whitman 50,4 % - 43,8 %        |
| 2010  | Sénateur   | Fiorina 52,7 % - 41,9 %        |
| 2012  | Président  | Obama 54,0 % - 43,7 %          |
| 2012  | Sénateur   | Feinstein 56,2 % - 43,8 %      |
| 2014  | Gouverneur | Brown 55,1 % - 45,9 %          |
| 2016  | Président  | Clinton 57,9 % - 36,0 %        |
| 2016  | Sénateur   | Harris 60,8 % - 39,2 %         |
| 2018  | Gouverneur | Newsom 57,3 % - 47,9 %         |
| 2018  | Sénateur   | Feinstein 52,1 % - 47,9 %      |
| 2020  | Président  | Biden 61,4 % - 36,5 %          |
| 2021  | Rappel     | Oui 59,1 % - 40,9 %            |
| 2022  | Gouverneur | Newsom 53,7 % - 46,3 %         |
| 2022  | Sénateur   | Padilla 55,2 % - 44,8 %        |

## Liste des représentants du district
| Membre                           | Membre      | Années                               | Congrès     | Histoire électorale | Zone géographique                                                      |
| -------------------------------- | ----------- | ------------------------------------ | ----------- | --- | ---------------------------------------------------------------------- |
| District créée le 3 janvier 1953 |             |                                      |             | |                                                                        |
| Sam Yorty                        | Démocrate   | 3 janvier 1953 - 3 janvier 1955      | 83e         | Redécoupage depuis le 14e district et réélu en 1952. Retrait pour se présenter comme Sénateur des États-Unis.                                                                | Los Angeles                                                            |
| James Roosevelt (en)             | Démocrate   | 3 janvier 1955 - 30 septembre 1965   | 84e - 89e   | Élu en 1954. Réélu en 1956. Réélu en 1958. Réélu en 1960. Réélu en 1962. Réélu en 1964. Démissionne pour devenir le Délégué des États-Unis à l'UNESCO.                       | Los Angeles                                                            |
| Vacant                           | Vacant      | 30 septembre 1965 - 15 décembre 1965 | 89e         | | Los Angeles                                                            |
| Thomas M. Rees (en)              | Démocrate   | 15 décembre 1965 - 3 janvier 1975    | 89e - 93e   | Élu pour terminer le mandat de Roosevelt. Réélu en 1966.Réélu en 1968.Réélu en 1970.Réélu en 1972.Redécoupage vers le 23e district.                                          | Los Angeles                                                            |
| John H. Rousselot (en)           | Républicain | 3 janvier 1975 - 3 janvier 1983      | 94e - 97e   | Redécoupage depuis le 24e district et réélu en 1974. Réélu en 1976. Réélu en 1978. Réélu en 1980. Redécoupage vers le 30e district et perds sa réélection.                   | Los Angeles                                                            |
| Howard Berman (en)               | Démocrate   | 3 janvier 1983 - 3 janvier 1993      | 98e - 102e  | Élu en 1982. Réélu en 1984.Réélu en 1986.Réélu en 1988.Réélu en 1990.Réélu en 1992.Réélu en 1994.Réélu en 1996.Réélu en 1998.Réélu en 2000.Redécoupage vers le 28e district. | Los Angeles (Partie centrale de la Vallée de San Fernando)             |
| Howard Berman (en)               | Démocrate   | 3 janvier 1993 - 3 janvier 2003      | 98e - 102e  | Élu en 1982. Réélu en 1984.Réélu en 1986.Réélu en 1988.Réélu en 1990.Réélu en 1992.Réélu en 1994.Réélu en 1996.Réélu en 1998.Réélu en 2000.Redécoupage vers le 28e district. | Los Angeles (San Fernando)                                             |
| David Dreier (en)                | Républicain | 3 janvier 2003 - 3 janvier 2013      | 108e - 112e | Redécoupage vers le 28e district et réélu en 2002. Réélu en 2004. Réélu en 2006. Réélu en 2008. Réélu en 2010. Retrait.                                                      | 2003–2013 Los Angeles (Banlieues Est), San Benardino (Banlieues Ouest) |
| Julia Brownley                   | Démocrate   | 3 janvier 2013 - en cours            | 113e - 119e | Élue en 2012. Réélue en 2014. Réélue en 2016. Réélue en 2018. Réélue en 2020. Réélue en 2022. Réélue en 2024.                                                                | 2013–2023 Côte Centrale incluant Oxnard et Thousand Oaks 2023–en cours |

## Résultats des récentes élections
Voici les résultats des dix précédents cycles électoraux dans le district.

### 2004
| Élection de 2004 du 26e district congressionnel de Californie | Élection de 2004 du 26e district congressionnel de Californie | Élection de 2004 du 26e district congressionnel de Californie | Élection de 2004 du 26e district congressionnel de Californie | Élection de 2004 du 26e district congressionnel de Californie |
| ------------------------------------------------------------- | ------------------------------------------------------------- | ------------------------------------------------------------- | ------------------------------------------------------------- | ------------------------------------------------------------- |
| Parti                                                         | Parti                                                         | Candidat                                                      | Votes                                                         | %                                                             |
|                                                               | Républicain                                                   | David Dreier (en) (sortant)                                   | 134 596                                                       | 51,6                                                          |
|                                                               | Démocrate                                                     | Cynthia Matthews                                              | 107 522                                                       | 46,8                                                          |
|                                                               | Libertarien                                                   | Randall Weissbuch                                             | 9089                                                          | 1,6                                                           |
| Total des votes                                               | Total des votes                                               | Total des votes                                               | 251 207                                                       | 100%                                                          |
|                                                               | Les Républicains conservent                                   |                                                               |                                                               |                                                               |

### 2006
| Élection de 2006 du 26e district congressionnel de Californie | Élection de 2006 du 26e district congressionnel de Californie | Élection de 2006 du 26e district congressionnel de Californie | Élection de 2006 du 26e district congressionnel de Californie | Élection de 2006 du 26e district congressionnel de Californie |
| ------------------------------------------------------------- | ------------------------------------------------------------- | ------------------------------------------------------------- | ------------------------------------------------------------- | ------------------------------------------------------------- |
| Parti                                                         | Parti                                                         | Candidat                                                      | Votes                                                         | %                                                             |
|                                                               | Républicain                                                   | David Dreier (en) (sortant)                                   | 102 028                                                       | 48,29                                                         |
|                                                               | Démocrate                                                     | Cynthia Matthews                                              | 99 878                                                        | 47,27                                                         |
|                                                               | Libertarien                                                   | Ted Brown                                                     | 5887                                                          | 2,79                                                          |
|                                                               | American Independant                                          | Elliott Graham                                                | 3503                                                          | 1,65                                                          |
| Total des votes                                               | Total des votes                                               | Total des votes                                               | 211 296                                                       | 100%                                                          |
|                                                               | Les Républicains conservent                                   |                                                               |                                                               |                                                               |

### 2008
| Élection de 2008 du 26e district congressionnel de Californie | Élection de 2008 du 26e district congressionnel de Californie | Élection de 2008 du 26e district congressionnel de Californie | Élection de 2008 du 26e district congressionnel de Californie | Élection de 2008 du 26e district congressionnel de Californie |
| ------------------------------------------------------------- | ------------------------------------------------------------- | ------------------------------------------------------------- | ------------------------------------------------------------- | ------------------------------------------------------------- |
| Parti                                                         | Parti                                                         | Candidat                                                      | Votes                                                         | %                                                             |
|                                                               | Républicain                                                   | David Dreier (en) (sortant)                                   | 140 615                                                       | 52,7                                                          |
|                                                               | Démocrate                                                     | Russ Warner                                                   | 108 039                                                       | 40,4                                                          |
|                                                               | Libertarien                                                   | Ted Brown                                                     | 18 476                                                        | 6,9                                                           |
| Total des votes                                               | Total des votes                                               | Total des votes                                               | 267 130                                                       | 100%                                                          |
|                                                               | Les Républicains conservent                                   |                                                               |                                                               |                                                               |

### 2010
| Élection de 2010 du 26e district congressionnel de Californie | Élection de 2010 du 26e district congressionnel de Californie | Élection de 2010 du 26e district congressionnel de Californie | Élection de 2010 du 26e district congressionnel de Californie | Élection de 2010 du 26e district congressionnel de Californie |
| ------------------------------------------------------------- | ------------------------------------------------------------- | ------------------------------------------------------------- | ------------------------------------------------------------- | ------------------------------------------------------------- |
| Parti                                                         | Parti                                                         | Candidat                                                      | Votes                                                         | %                                                             |
|                                                               | Républicain                                                   | David Dreier (en) (sortant)                                   | 112 774                                                       | 54,13                                                         |
|                                                               | Démocrate                                                     | Russ Warner                                                   | 76 093                                                        | 36,52                                                         |
|                                                               | American Independant                                          | David L. Miller                                               | 12 784                                                        | 6,14                                                          |
|                                                               | Libertarien                                                   | Randall Weissbuch                                             | 6696                                                          | 3,21                                                          |
| Total des votes                                               | Total des votes                                               | Total des votes                                               | 208 347                                                       | 100%                                                          |
|                                                               | Les Républicains conservent                                   |                                                               |                                                               |                                                               |

### 2012
| Primaire Jungle de 2012 du 26e district congressionnel de Californie | Primaire Jungle de 2012 du 26e district congressionnel de Californie | Primaire Jungle de 2012 du 26e district congressionnel de Californie | Primaire Jungle de 2012 du 26e district congressionnel de Californie | Primaire Jungle de 2012 du 26e district congressionnel de Californie |
| -------------------------------------------------------------------- | -------------------------------------------------------------------- | -------------------------------------------------------------------- | -------------------------------------------------------------------- | -------------------------------------------------------------------- |
| Parti                                                                | Parti                                                                | Candidat                                                             | Votes                                                                | %                                                                    |
|                                                                      | Républicain                                                          | Tony Strickland                                                      | 49 043                                                               | 44,1                                                                 |
|                                                                      | Démocrate                                                            | Julia Brownley                                                       | 29 892                                                               | 26,9                                                                 |
|                                                                      | Indépendant                                                          | Linda Parks                                                          | 20 301                                                               | 18,3                                                                 |
|                                                                      | Démocrate                                                            | Jess Herrera                                                         | 7244                                                                 | 6,5                                                                  |
|                                                                      | Démocrate                                                            | David Cruz Thayne                                                    | 2809                                                                 | 2,5                                                                  |
|                                                                      | Démocrate                                                            | Alex Maxwell Goldberg                                                | 1880                                                                 | 1,7                                                                  |
| Total des votes                                                      | Total des votes                                                      | Total des votes                                                      | 111 169                                                              | 100%                                                                 |
| Élection de 2012 du 26e district congressionnel de Californie        |                                                                      |                                                                      |                                                                      |                                                                      |
| Parti                                                                | Parti                                                                | Candidat                                                             | Votes                                                                | %                                                                    |
|                                                                      | Démocrate                                                            | Julia Brownley                                                       | 139 072                                                              | 53,0                                                                 |
|                                                                      | Républicain                                                          | Tony Strickland                                                      | 124 863                                                              | 47,0                                                                 |
| Total des votes                                                      | Total des votes                                                      | Total des votes                                                      | 263 935                                                              | 100%                                                                 |
|                                                                      | Les Démocrates prennent aux Républicains                             |                                                                      |                                                                      |                                                                      |

### 2014
| Élection de 2014 du 26e district congressionnel de Californie | Élection de 2014 du 26e district congressionnel de Californie | Élection de 2014 du 26e district congressionnel de Californie | Élection de 2014 du 26e district congressionnel de Californie | Élection de 2014 du 26e district congressionnel de Californie |
| ------------------------------------------------------------- | ------------------------------------------------------------- | ------------------------------------------------------------- | ------------------------------------------------------------- | ------------------------------------------------------------- |
| Parti                                                         | Parti                                                         | Candidat                                                      | Votes                                                         | %                                                             |
|                                                               | Démocrate                                                     | Julia Brownley (sortante)                                     | 87 176                                                        | 51,0                                                          |
|                                                               | Républicain                                                   | Jeff Gorell                                                   | 82 653                                                        | 49,0                                                          |
| Total des votes                                               | Total des votes                                               | Total des votes                                               | 169 829                                                       | 100%                                                          |
|                                                               | Les Démocrates conservent                                     |                                                               |                                                               |                                                               |

### 2016
| Élection de 2016 du 26e district congressionnel de Californie | Élection de 2016 du 26e district congressionnel de Californie | Élection de 2016 du 26e district congressionnel de Californie | Élection de 2016 du 26e district congressionnel de Californie | Élection de 2016 du 26e district congressionnel de Californie |
| ------------------------------------------------------------- | ------------------------------------------------------------- | ------------------------------------------------------------- | ------------------------------------------------------------- | ------------------------------------------------------------- |
| Parti                                                         | Parti                                                         | Candidat                                                      | Votes                                                         | %                                                             |
|                                                               | Démocrate                                                     | Julia Brownley (sortante)                                     | 169 248                                                       | 60,0                                                          |
|                                                               | Républicain                                                   | Rafael A. Dagnesses                                           | 111 059                                                       | 40,0                                                          |
| Total des votes                                               | Total des votes                                               | Total des votes                                               | 280 307                                                       | 100%                                                          |
|                                                               | Les Démocrates conservent                                     |                                                               |                                                               |                                                               |

### 2018
| Élection de 2018 du 26e district congressionnel de Californie | Élection de 2018 du 26e district congressionnel de Californie | Élection de 2018 du 26e district congressionnel de Californie | Élection de 2018 du 26e district congressionnel de Californie | Élection de 2018 du 26e district congressionnel de Californie |
| ------------------------------------------------------------- | ------------------------------------------------------------- | ------------------------------------------------------------- | ------------------------------------------------------------- | ------------------------------------------------------------- |
| Parti                                                         | Parti                                                         | Candidat                                                      | Votes                                                         | %                                                             |
|                                                               | Démocrate                                                     | Julia Brownley (sortante)                                     | 110 804                                                       | 60,0                                                          |
|                                                               | Républicain                                                   | Antonio Sabato Jr.                                            | 73 416                                                        | 39,0                                                          |
| Total des votes                                               | Total des votes                                               | Total des votes                                               | 184 220                                                       | 100%                                                          |
|                                                               | Les Démocrates conservent                                     |                                                               |                                                               |                                                               |

### 2020
| Élection de 2020 du 26e district congressionnel de Californie | Élection de 2020 du 26e district congressionnel de Californie | Élection de 2020 du 26e district congressionnel de Californie | Élection de 2020 du 26e district congressionnel de Californie | Élection de 2020 du 26e district congressionnel de Californie |
| ------------------------------------------------------------- | ------------------------------------------------------------- | ------------------------------------------------------------- | ------------------------------------------------------------- | ------------------------------------------------------------- |
| Parti                                                         | Parti                                                         | Candidat                                                      | Votes                                                         | %                                                             |
|                                                               | Démocrate                                                     | Julia Brownley (sortante)                                     | 208 856                                                       | 60,6                                                          |
|                                                               | Républicain                                                   | Ronda Baldwin-Kennedy                                         | 135 877                                                       | 39,4                                                          |
| Total des votes                                               | Total des votes                                               | Total des votes                                               | 344 733                                                       | 100%                                                          |
|                                                               | Les Démocrates conservent                                     |                                                               |                                                               |                                                               |

### 2022
La Californie a tenu sa Primaire Jungle le 7 juin 2022, selon ce système de Primaire, tous les candidats sont sur le même bulletin de vote, et les deux arrivés en tête s'affronteront le jour de l'Élection Générale, à savoir le 8 novembre 2022.
| Primaire Jungle 2022 du 26e district congressionnel de Californie | Primaire Jungle 2022 du 26e district congressionnel de Californie | Primaire Jungle 2022 du 26e district congressionnel de Californie | Primaire Jungle 2022 du 26e district congressionnel de Californie | Primaire Jungle 2022 du 26e district congressionnel de Californie |
| ----------------------------------------------------------------- | ----------------------------------------------------------------- | ----------------------------------------------------------------- | ----------------------------------------------------------------- | ----------------------------------------------------------------- |
| Parti                                                             | Parti                                                             | Candidat                                                          | Votes                                                             | %                                                                 |
|                                                                   | Démocrate                                                         | Julia Brownley (sortante)                                         | 91 535                                                            | 54,3                                                              |
|                                                                   | Républicain                                                       | Matt Jacobs                                                       | 64 835                                                            | 38,4                                                              |
|                                                                   | Républicain                                                       | Paul Nathan Taylor                                                | 5612                                                              | 3,3                                                               |
|                                                                   | Indépendant                                                       | David Goodman                                                     | 3950                                                              | 2,3                                                               |
|                                                                   | Républicain                                                       | Fadde Mikhail                                                     | 2775                                                              | 1,6                                                               |

| Élection de 2022 du 26e district congressionnel de Californie | Élection de 2022 du 26e district congressionnel de Californie | Élection de 2022 du 26e district congressionnel de Californie | Élection de 2022 du 26e district congressionnel de Californie | Élection de 2022 du 26e district congressionnel de Californie |
| ------------------------------------------------------------- | ------------------------------------------------------------- | ------------------------------------------------------------- | ------------------------------------------------------------- | ------------------------------------------------------------- |
| Parti                                                         | Parti                                                         | Candidat                                                      | Votes                                                         | %                                                             |
|                                                               | Démocrate                                                     | Julia Brownley (sortante)                                     | 134 575                                                       | 54,5                                                          |
|                                                               | Républicain                                                   | Matt Jacobs                                                   | 112 214                                                       | 45,5                                                          |
| Total des votes                                               | Total des votes                                               | Total des votes                                               | 246 789                                                       | 100%                                                          |
|                                                               | Les Démocrates conservent                                     |                                                               |                                                               |                                                               |

### 2024
La Californie a tenu sa Primaire Jungle le 5 mars 2024, selon ce système de Primaire, tous les candidats sont sur le même bulletin de vote, et les deux arrivés en tête s'affronteront le jour de l'Élection Générale, à savoir le 5 novembre 2024.
| Primaire Jungle 2024 du 26e district congressionnel de Californie | Primaire Jungle 2024 du 26e district congressionnel de Californie | Primaire Jungle 2024 du 26e district congressionnel de Californie | Primaire Jungle 2024 du 26e district congressionnel de Californie | Primaire Jungle 2024 du 26e district congressionnel de Californie |
| ----------------------------------------------------------------- | ----------------------------------------------------------------- | ----------------------------------------------------------------- | ----------------------------------------------------------------- | ----------------------------------------------------------------- |
| Parti                                                             | Parti                                                             | Candidat                                                          | Votes                                                             | %                                                                 |
|                                                                   | Démocrate                                                         | Julia Brownley (sortante)                                         | 84 997                                                            | 51,4                                                              |
|                                                                   | Républicain                                                       | Michael Koslow                                                    | 55 908                                                            | 33,8                                                              |
|                                                                   | Républicain                                                       | Bruce Boyer                                                       | 17 707                                                            | 10,7                                                              |
|                                                                   | Démocrate                                                         | Chris Anstead                                                     | 6841                                                              | 4,1                                                               |

| Élection de 2024 du 26e district congressionnel de Californie | Élection de 2024 du 26e district congressionnel de Californie | Élection de 2024 du 26e district congressionnel de Californie | Élection de 2024 du 26e district congressionnel de Californie | Élection de 2024 du 26e district congressionnel de Californie |
| ------------------------------------------------------------- | ------------------------------------------------------------- | ------------------------------------------------------------- | ------------------------------------------------------------- | ------------------------------------------------------------- |
| Parti                                                         | Parti                                                         | Candidat                                                      | Votes                                                         | %                                                             |
|                                                               | Démocrate                                                     | Julia Brownley (sortante)                                     | 187 393                                                       | 56,1                                                          |
|                                                               | Républicain                                                   | Michael Koslow                                                | 146 913                                                       | 43,9                                                          |
| Total des votes                                               | Total des votes                                               | Total des votes                                               | 334 306                                                       | 100%                                                          |
|                                                               | Les Démocrates conservent                                     |                                                               |                                                               |                                                               |

## Résultats des élections spéciales

### Élection Spéciale de 2003[8]

#### Recall de Gray Davis
- 67.8 % OUI
- 32.1 % NON

#### Élection du Gouverneur
- 20.3 % pour Cruz Bustamante (D)
- 14.2 % pour Tom McClintock (R)
- 61.1 % pour Arnold Schwarzenegger (R)

### Élection Spéciale de 2005[9]

#### Proposition 73
Pour que les parents soient prévenus de l'avortement d'un/une mineur(e)
- 55.0  % OUI
- 45.0 % NON

#### Proposition 77
Redécoupage selon un groupe de juges à la retraite
- 49.8 % OUI
- 50.2 % NON

#### Proposition 80
Régulation du système électrique et des services à travers la Californie
- 32.1 % OUI
- 67.9 % NON

## Frontières historique du district

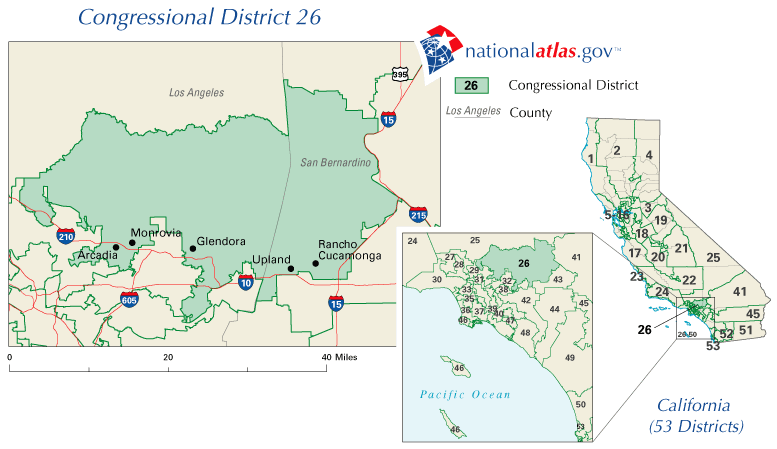
2003 - 2013

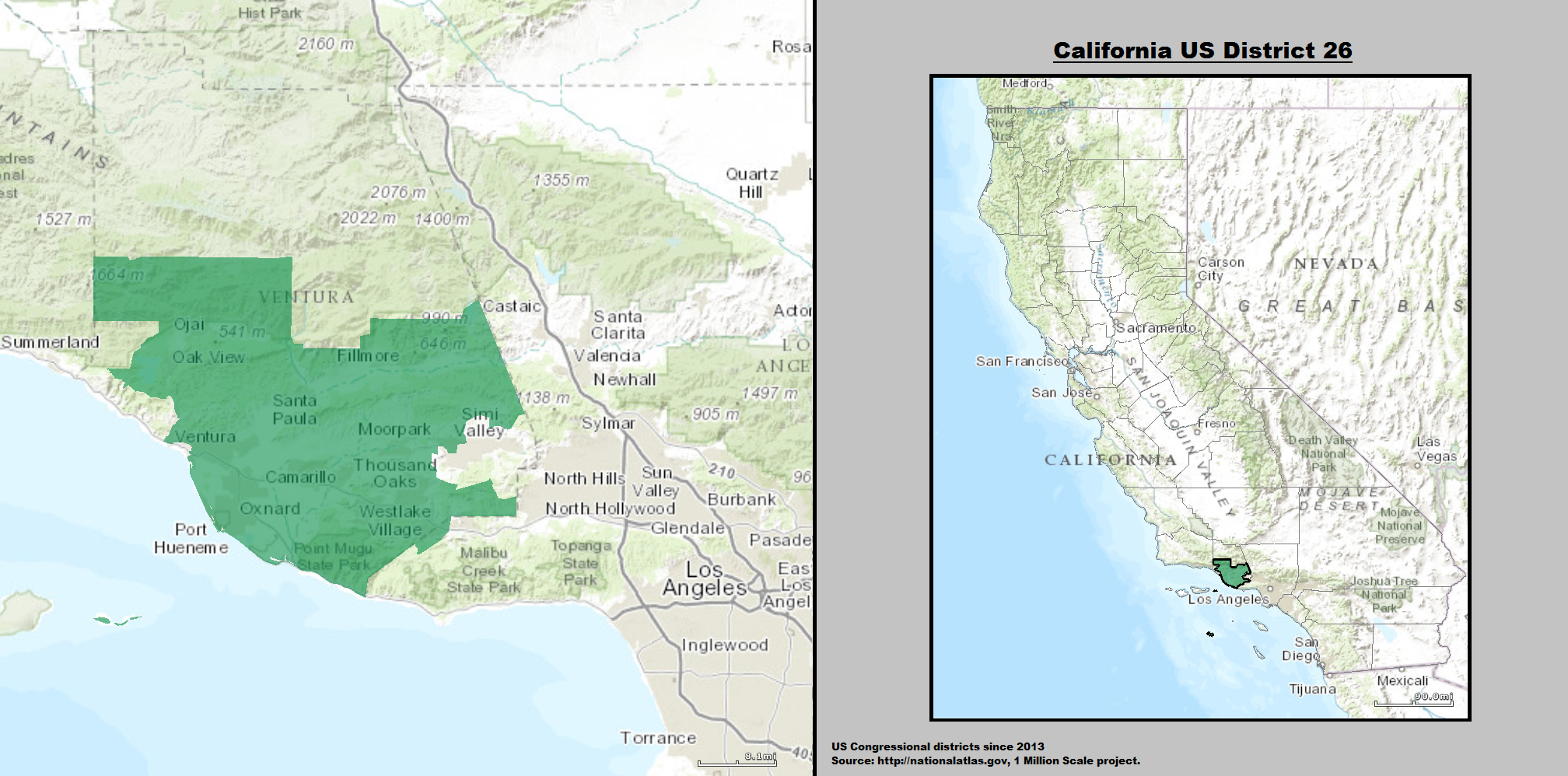
2013 - 2023